# Dicranomyia monostromia
Dicranomyia monostromia är en tvåvingeart som först beskrevs av Tokunaga 1930.  Dicranomyia monostromia ingår i släktet Dicranomyia och familjen småharkrankar. Inga underarter finns listade i Catalogue of Life.